# Матфей Кантакузин
Матфе́й Кантакузи́н (около 1325—1383) — византийский император в 1353—1357 гг., и деспот Мореи в 1380—1383 гг. Сын императора Иоанна VI Кантакузина и Ирины Асень, правнучки болгарского царя Ивана III Асеня.

## Биография
В 1341 году Матфей женился на Ирине Палеолог, внучке императора Андроника II. Во время войны 1341—1347 годов между его отцом и Палеологами Матфей был одним из военачальников своего отца, Иоанна Кантакузина. После восшествия Иоанна VI Кантакузина на византийский престол в 1347 году Матфей, разгневанный, что отец не объявил его своим наследником, самовольно присвоил земли в восточной Фракии. В 1352 году Иоанн Кантакузин отдал Матфею в удел Адрианополь. В апреле 1353 года отец провозгласил Матфея своим и Иоанна V Палеолога соправителем. Патриарх Каллист I отказался короновать сына Кантакузина и был смещён императором с патриаршего престола. Коронация Матфея состоялась лишь в феврале 1354 года при новом патриархе Филофее.
После отречения Иоанна VI от престола в 1354 году Матфей в течение ещё трёх лет отражал натиск Иоанна V и его союзников — сербов, болгар и турок. В 1357 году сербскому полководцу Воихне удалось взять Матфея в плен. Иоанн V Палеолог потребовал отречения Матфея от престола в Адрианополе. Палеолог оставил соперника в живых, удовлетворившись его отречением от престола.
В 1361 году Матфей перебрался в Морею к своему брату — морейскому деспоту Мануилу Кантакузину. В 1380 году после смерти своего брата Матфей сам стал правителем Морейского деспотата вплоть до своей смерти в 1383 году. В последние годы жизни Матфей раздавал хрисовулы от своего имени и подписывался как василевс ромеев.

## Дети
У Матфея было как минимум пятеро детей:
- Иоанн Кантакузин (ок. 1342 — после 1361), деспот.
- Димитрий I Кантакузин (ок. 1343 — 1384), севастократор, короткое время правил Морейским деспотатом.
- Феодора Кантакузин — старшая дочь. Согласно «Истории» воспитывалась своей бабкой по отцовской линии Ириной Асень. Предполагается, что она также стала монахиней.
- Елена Кантакузин — вышла замуж за Луиса Фадрике, графа Салона. Была регентом Салона в 1382—1394 годах.
- Мария Кантакузин — вышла замуж за Иоанна Ласкариса Калофероса, сенатора из Кипра.

## В культуре
Матфей стал персонажем романа Дмитрия Балашова «Ветер времени» из цикла «Государи Московские».